# Yves Rocheleau
Pour les articles homonymes, voir Rocheleau.
Yves Rocheleau (Cap-de-la-Madeleine, 31 octobre 1944 - ) est un homme politique québécois. Il a siégé comme député fédéral de Trois-Rivières à la Chambre des communes du Canada de 1993 à 2004, sous la bannière du Bloc québécois.
Il est candidat du Parti nationaliste dans la circonscription de Trois-Rivières à l'élection fédérale de 1984.